# George Nuttall
George Henry Falkiner Nuttall (ur. 5 lipca 1862 w San Francisco – zm. 16 grudnia 1937 w Londynie) – brytyjski bakteriolog pochodzenia amerykańskiego.
Jego ojciec był lekarzem. W 1884 George ukończył University of California Medical School. W 1890 uzyskał tytuł naukowy doktora. W 1900 uzyskał brytyjskie obywatelstwo. Wykładał medycynę na Uniwersytecie w Cambridge. George Nuttall prowadził badania nad pasożytami i chorobami przenoszonymi przez owady. Jego wkład naukowy obejmował także zagadnienia immunologiczne, a także życie w warunkach aseptycznych, chemiczny skład krwi, choroby przenoszone przez stawonogi (szczególnie kleszcze). Badał rozmieszczenie w Wielkiej Brytanii komarów z rodzaju Anopheles w powiązaniu z występowaniem malarii. Wraz z Williamem Welchem ustalił, że Clostridium perfringens jest drobnoustrojem odpowiedzialnym za występowanie zgorzeli gazowej. W swoich badaniach wykazał znaczenie bakterii jelitowych w procesie trawienia oraz badał bakteriobójcze działanie składników krwi.
W 1921 założył Molteno Institute of Biology and Parasitology w Cambridge. Był założycielem czasopism naukowych: "Journal of Hygiene" oraz "Journal of Parasitology".